# Carrier strike group
Un Carrier strike group (CSG) est une formation opérationnelle de la marine des États-Unis. Le groupe est composé d'environ 7 500 marins, un porte-avions, au moins un croiseur, une escadre de destroyer DESRON composée d'au moins deux destroyers, d’un Carrier Air Wing de 65 à 70 avions. Un Carrier strike group peut comprendre également, un à deux sous-marins, des navires attachés à la logistique et un navire de ravitaillement. Le commandant du Carrier strike group est hiérarchiquement rattaché au commandant de la flotte assignée à une zone de responsabilité dans lequel le groupe aéronaval est actif.
Ces groupes aéronavals comprennent les principaux éléments de projection de la puissance militaire américaine. Auparavant dénommé Carrier battle group (voir aussi groupe aéronaval, un terme utilisé par d'autres pays), ils sont souvent désignés par le porte-avions qui lui est associé (par exemple, Enterprise Strike Group). Il y a actuellement dix Carrier strike group.
Le Carrier strike group est une force navale flexible qui peut opérer de jour et de nuit, dans toutes les conditions météorologiques. Le rôle principal du porte-avions et de son Carrier Air Wing au sein du groupe est de fournir la puissance de feu offensive primaire, tandis que les autres navires fournissent la défense et le soutien. Cependant, ces rôles ne sont pas exclusifs. Les autres navires du Carrier strike group engagent parfois des opérations offensives (lancement de missile de croisière, par exemple) et le Carrier Air Wing contribue à la défense du CSG. Le CSG s’organise donc en fonction des missions à effectuer.

## Histoire

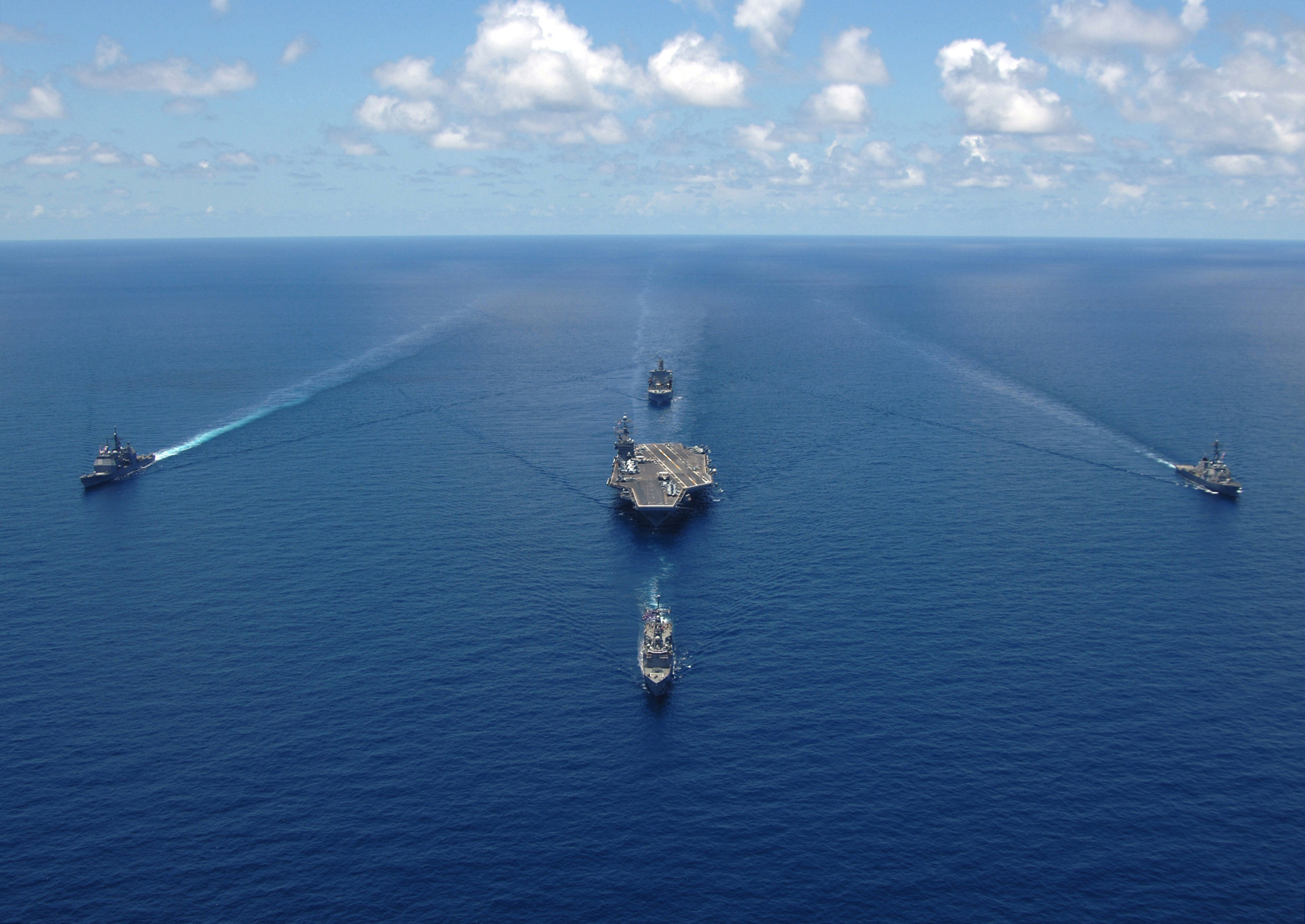
Le Carrier strike group de l'USS George Washington.

Le développement de groupe aéronaval dans l'United States Navy remonte aux années 1920 avec les premières expériences regroupant cuirassés et autres navires de surface. Dans la Seconde Guerre mondiale, les porte-avions sont administrativement rattachés à la division porte-avions (Carrier Division: CARDIVs) mais affecté sur le plan opérationnel à des Task Forces (Task Force 11, Task Force 16, Task Force 17). Ils ont démontré leur efficacité et fait leur renommée lors de grandes batailles comme la bataille de la mer de Corail et de la bataille de Midway. Les unités Carrier battle group, formé autour d’un porte-avions unique et de quelques navires de soutien, naissent après la Seconde Guerre mondiale. Les Carrier Division sont renommés Carrier Group le 30 juin 1973.
Tout au long des années 1990, les groupes de porte-avions de l'US Navy ont été officiellement désignés comme Carrier Battle Groups (CVBGs) et ont été commandés par officiers généraux appelés soit commandant du Cruiser-Destroyer Group (CRUDESGRU) ou Carrier Group (CARGRU).
À l'été 1992, l'US Navy institue une structure de groupe aéronaval permanente. Chacun des 12 groupes aéronavals existants de la Marine se compose alors d'un porte-avions, d’un Carrier Air Wing embarqué, de croiseurs, de destroyers, de frégates, d’unités auxiliaires et deux sous-marins d'attaque à propulsion nucléaire.
Le 1er octobre 2004, les carrier groups et le cruiser-destroyer groups sont renommés carrier strike groups. Le changement de nomenclature de Battle à Strike est décidé pour mettre l’accent sur la projection de la puissance aérienne à terre. Ce changement reconnait que les batailles en mer sur le type de la bataille de Midway sont de plus en plus improbable,.

## Missions

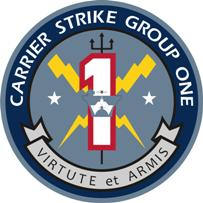
Logo du Carrier Strike Group One.

Le Carrier strike group est chargé d'accomplir une variété de mission en temps de guerre, ainsi qu’une grande variété de fonctions en situations de guerre latente. En temps de paix, il est chargé de mener des opérations de présence, pour entretenir un environnement stratégique favorable, de prévenir les conflits, de maintenir l’interopérabilité avec les alliés et de répondre aux crises lorsque cela est nécessaire. L'US Navy effectue une rotation régulière de ces Carrier strike group à l'étranger, généralement déployé pour six à huit mois, selon les besoins de l’Unified Combatant Command dans leurs zones de responsabilité (AOR) respectives (Area of responsibility). Des navires peuvent être détachés du Carrier strike group afin de réaliser des missions particulières à des centaines voire des milliers de miles de là. Les missions du Carrier strike group comprennent:
- Une puissance de projection à terre contre un large éventail de cibles stratégiques, opérationnelles et tactiques défendues par des systèmes sophistiqués de défense aérienne, de jour et de nuit, dans toutes les conditions météorologiques.
- Obtenir et conserver le contrôle de la mer, y compris au niveau des régions côtières, des mers, des points d'étranglement et de l'océan.
- Protection de la navigation commerciale et militaire.
- Protection de l'Amphibious ready group (en) de l'United States Marine Corps avant ou pendant une opération amphibie.
- Aide humanitaire et assistance en cas de catastrophe (HA: Humanitarian Assistance / DR: Disaster Relief).
- Surveillance et intelligence pour obtenir une image opérationnelle globale de l'environnement littoral (océan, air et terres).
- Commandement et contrôle de forces multinationales sous la direction des États-Unis (Command and control (en)).
- Établir la supériorité aérienne dans une zone en saisissant et en gardant le contrôle de l'espace aérien désigné.
- Assurer le Theater ballistic missile defense (TBMD) des zones littorales et de théâtres sélectionnés.
- Opérations d'appui aux missions de paix, soutien à la diplomatie américaine par l'engagement de coopération avec les forces alliées et démonstrations de force[6].

## Composition typique

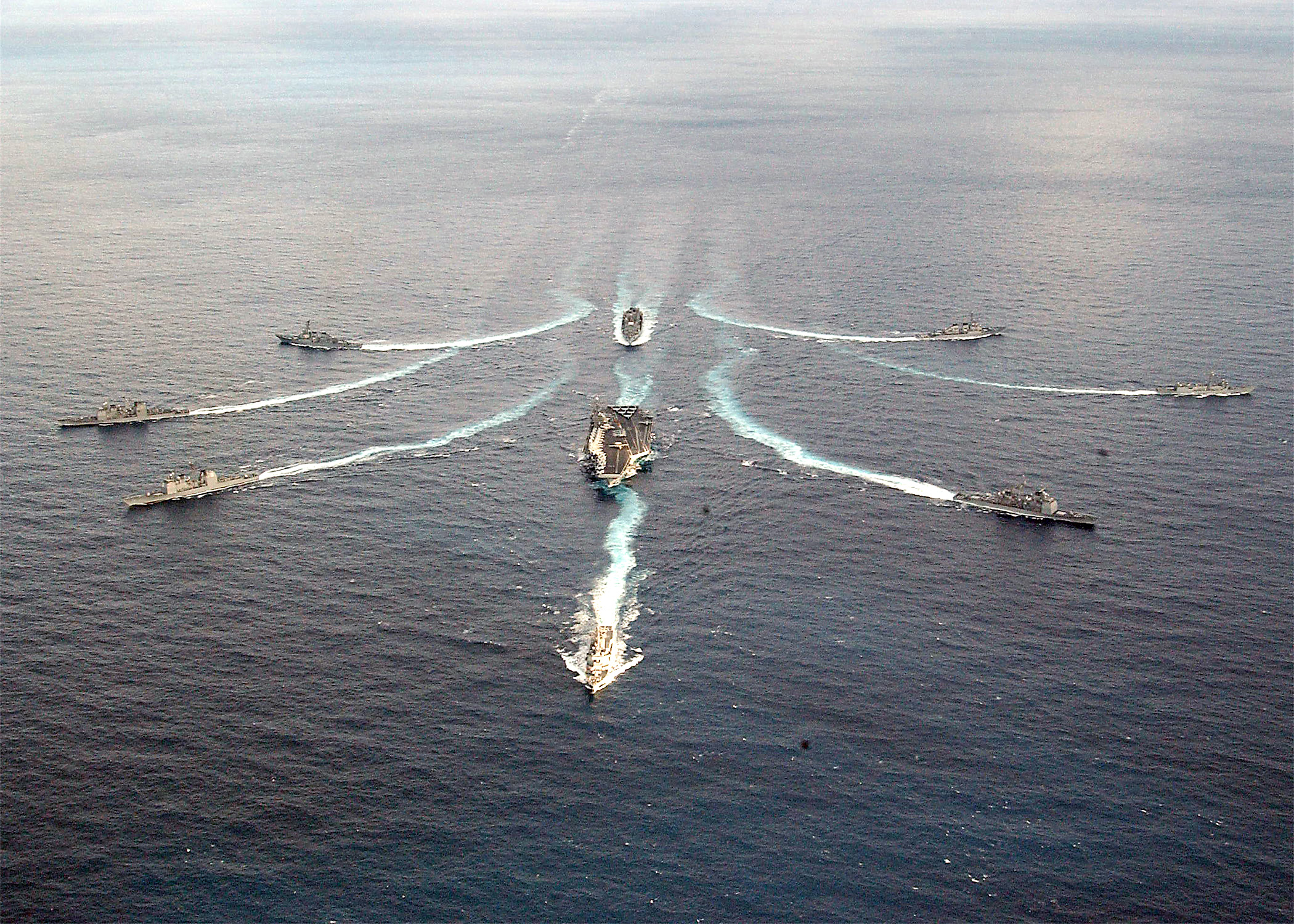
Le Carrier strike group de l'USS George Washington en 2003.

Les SCE ne sont pas strictement figés dans leur composition et peuvent être modifiés en fonction des menaces, rôles et missions attendus lors d'un déploiement, et, donc, différés de l'un à l'autre. La Marine indique qu’il n'y a pas de véritable définition d’un SCE. Cependant, ils sont tous composés de types de navires similaires. Un groupe de porte-avions de l'US Navy comprend généralement:
- Un supercarrier (en), qui est la pièce maîtresse du groupe et sert également de navire amiral pour le commandant du CSG et son personnel respectif. Le porte-avions est commandé par un captain.
- Un Carrier Air Wing (CVW) composé typiquement jusqu'à neuf escadrons. Le Carrier Air Wing est commandé par un capitaine de la communauté de l'aviation (ou parfois un colonel des Marines).
- Un ou deux croiseurs multi-missions lance-missiles (CG) Aegis de Classe Ticonderoga équipées de missiles BGM-109 Tomahawk pour une capacité de frappe à longue portée.
- Un escadron de destroyer (DESRON (en)) commandée par un capitaine qui commande les destroyers d'escorte, avec deux à trois destroyers lance-missiles (DDG), de classe Arleigh Burke utilisé principalement pour la lutte anti-aérienne (AAW) et anti-sous-marine (ASW), mais qui emportent également des missiles Tomahawk pour une capacité de frappe à longue portée.
- Jusqu'à deux sous-marins d'attaque, le plus souvent de classe Los Angeles utilisé pour protéger le CSG contre les navires de surface et les sous-marins hostiles. Ils emportent également des missiles Tomahawk pour une capacité de frappe à longue distance.
- Une combinaison de navires ravitailleurs et auxiliaires (AOE/AOR)[6].

S'il dépend du CSG de manière opérationnelle, administrativement, les navires et le carrier air wing sont affectés à différentes commandes de l'US Navy (TYCOMS/U.S. Navy type commands (en)). Le porte-avions et le Carrier Air Wings sont sous le contrôle administratif du Commander, Naval Air Force U.S. Atlantic Fleet (en), ou du Commander, Naval Air Forces, Pacific Fleet (en). Les navires-escortes, y compris les croiseurs lance-missiles et l'escadron de destroyer d'un CSG, sont sous le contrôle administratif du Commander, Naval Surface Forces Atlantic (en) ou du Commander, Naval Surface Forces Pacific (en).

## Commandement: la doctrine deComposite Warfare
Le Carrier strike group comprend plusieurs commandes qui résident sous l'autorité du commandant du CSG (CCSG ou COMCARSTRKGRU). Le CCSG est typiquement un amiral 1 étoile (rear admiral (lower half)), qui est régulièrement nommé deux-étoiles lors de cette fonction (rear admiral (upper half)). Il est le supérieur immédiat des officiers commandant du porte-avions, du Carrier Air Wing, de l'escadron de destroyer, et des croiseurs affectés au CSG. En tant que tel, il est responsable de la formation, de l’entrainement, de la préparation des navires et des unités affectées, ainsi que le maintien des fonctions administratives et du suivi de l'état de préparation du matériel pour les navires et les escadrons affectés au CSG. Dans la bataille, le CCSG est également le Composite Warfare Commander (CWC) qui agit comme l'autorité centrale de commande pour le CSG entier. Le CWC désigne ses commandants subordonnés pour les différentes missions de combat:
- Strike Warfare (STWC) : le commandant Strike Warfare est généralement le commandant de l'escadre aérienne. Il définit la philosophie générale d’emploie des aéronefs ainsi que des missiles Tomahawk.
- Air Warfare (AWC) : le commandant de l'un des croiseurs du Carrier strike group est habituellement affecté comme commandant de la guerre aérienne (Air Warfare Commander). Il est le seul commandant chargé des opérations de combats non pas sur le porte-avions, mais au poste de Combat Information Center (CIC) d’un croiseurs AEGIS spécialement conçu pour les fonctions de combat aérien.
- Command & Control, Space and Electronic Warfare (C2W) : le commandant chargé de la guerre électronique et spatial agit comme conseiller principal du CWC sur l'emploi et l’utilisation du spectre électromagnétique et des communications par les forces amies et ennemies. Il décide des restrictions sur les émissions (EMCON), contrôle l'intelligence, les systèmes de surveillance et décide des contre-mesures opérationnelles électroniques.
- Surface Warfare (SUWC) : le SUWC est responsable de la coordination de la surveillance de surface et de la guerre en mer.
- Undersea Warfare (USWC) : l'USWC est responsable de la surveillance et de la guerre sous-marine.

Les responsabilités des SUWC et USWC sont souvent combinées dans le Sea Combat Commander (SCC) habituellement délégué au commandant DESRON (en). Il effectue ces tâches à bord du porte-avions en raison des nécessités en matière de contrôle, commande, communication, informatique et renseignement (Command-Control-Communications-Computers and Intelligence (C4I)).

## Liste des Carrier strike group

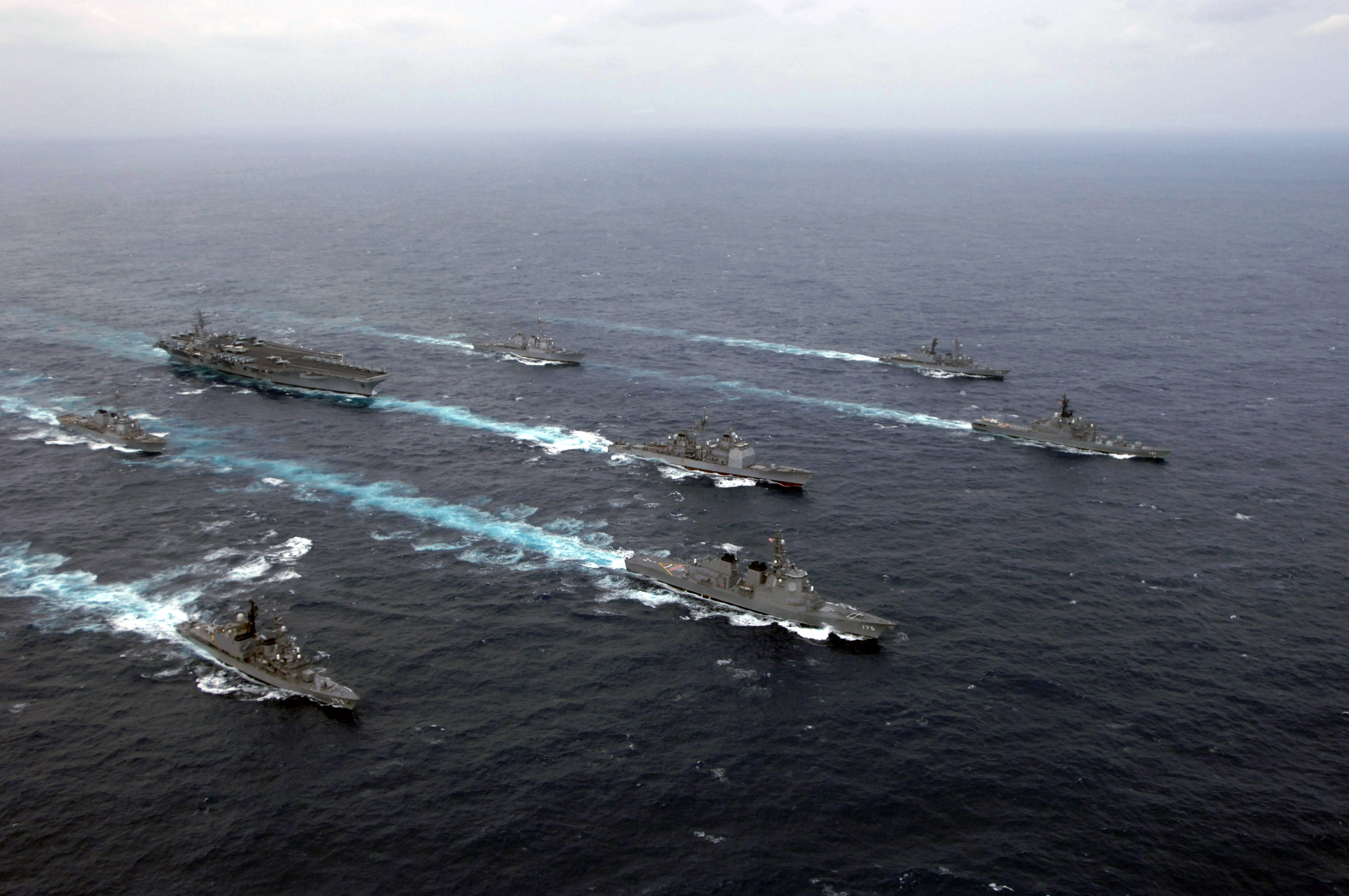
Le Carrier strike group de l'USS Ronald Reagan en mer des Philippines en 2007.

La marine maintient une dizaine de Carrier Strike Groups, dont 9 sont basés aux États-Unis et un au Japon. Le plan d'intervention de la flotte (Fleet Response Plan) requiert que six CSG soient déployées ou prêtes à être déployées dans les 30 jours, tandis que deux autres groupes doivent être prêts pour un déploiement dans les 90 jours. La marine maintient au moins, un CSG dans la Cinquième flotte des États-Unis en Asie du Sud et un dans la Septième flotte des États-Unis dans le Pacifique occidental en tout temps. Un CSG opère dans la Sixième flotte des États-Unis en Méditerranée, et dans la Quatrième flotte des États-Unis au large du continent sud-américain comme ils transitent vers d'autres régions. Le commandant du CSG rapporte au commandant de la flotte respective, selon l'endroit où ils opèrent. Lorsqu'ils ne sont pas déployés à l'étranger, le CSG dépend de la Troisième flotte des États-Unis.
Après des opérations de ravitaillement en combustible et une période de révision générale (Refueling and Complex Overhaul (en), RCOH), l'USS Theodore Roosevelt est affecté au Carrier Strike Group 12 mi 2013 après le désarmement de l’USS Enterprise fin 2012. L'USS Abraham Lincoln change de port d'attache d’Everett (Washington) à Newport News (Virginie) pour effectuer son ravitaillement et une révision complexe courant 2013,.
Le 14 janvier 2014, l'US Navy annonce que l'USS Ronald Reagan remplacera l'USS George Washington en tant que navire amiral du Carrier Strike Group Five (en) domicilié à Yokosuka, au Japon, dans la Septième flotte des États-Unis, dans le cadre de sa stratégie de rééquilibrage de ces forces en faveur de la Flotte du Pacifique. Le George Washington, lui, assurera sa maintenance de mi-vie au chantier Newport News Shipbuilding en Virginie. L'USS Theodore Roosevelt changera de port d'attache pour la base navale de San Diego, en Californie, en remplacement du Ronald Reagan et intégrant ainsi la Troisième flotte des États-Unis. En tant que tel, le Theodore Roosevelt et son CSG n'ont pas encore de zone attribuée, mais seront déployés dans la septième flotte américaine.

### CSG actifs en 2014
| Carrier Strike Group                              | Porte-avions assigné                             | Carrier Air Wing           | DESRON (en) | Port d'attache                 | Notes  |
| ------------------------------------------------- | ------------------------------------------------ | -------------------------- | ----------- | ------------------------------ | ------ |
| Carrier Strike Group One (anciennement CarGru 1)  | USS Carl Vinson (CVN-70)                         | Carrier Air Wing Seventeen | DESRON-1    | Naval Air Station North Island | ,      |
| Carrier Strike Group Two (anciennement CarGru 2)  | USS George H. W. Bush (CVN-77)                   | Carrier Air Wing Eight     | DESRON-22   | Naval Station Norfolk          | [ 13 ] |
| Carrier Strike Group 3 (anciennement CarGru 3)    | USS John C. Stennis (CVN-74)                     | Carrier Air Wing Nine      | DESRON-21   | Naval Base Kitsap              | [ 14 ] |
| Carrier Strike Group Five (anciennement CarGru 5) | USS George Washington (CVN-73)                   | Carrier Air Wing Five      | DESRON-15   | Fleet Activities Yokosuka      | [ 15 ] |
| Carrier Strike Group 8 (anciennement CarGru 8)    | USS Dwight D. Eisenhower (CVN-69)                | Carrier Air Wing Seven     | DESRON-28   | Naval Station Norfolk          | ,      |
| Carrier Strike Group 9 (anciennement CCDG 3)      | USS Ronald Reagan (CVN-76)                       | Carrier Air Wing Two       | DESRON-9    | Naval Base San Diego           | ,      |
| Carrier Strike Group 10 (anciennement CCDG 2)     | USS Harry S. Truman (CVN-75)                     | Carrier Air Wing Three     | DESRON-26   | Naval Station Norfolk          | ,      |
| Carrier Strike Group 11 (anciennement CCDG 5)     | USS Nimitz (CVN-68)                              | Carrier Air Wing Eleven    | DESRON-23   | Naval Station Everett          | [ 21 ] |
| Carrier Strike Group 12 (anciennement CCDG 8)     | USS Theodore Roosevelt (CVN-71) (RCOH 2009-2013) | Carrier Air Wing One       | DESRON-2    | Naval Station Norfolk          | ,      |

### Anciens CSG
Le Carrier Strike Group Four a été rebaptisé Commander Strike Force Training Atlantic (en). Le Carrier Strike Group Six (en) a été établi sur les bases du Carrier Groupe Six avec l'USS John F. Kennedy à sa tête à la station navale de Mayport en 2004, mais désactivé depuis le désarmement du John F. Kennedy en 2007. Le Carrier Strike Group Fifteen (en) a été désactivé, et son navire amiral, l'USS Ronald Reagan, a été réaffecté au Carrier Strike Group Seven (en). Mais ce dernier est désactivé à compter du 30 décembre 2011 compte tenu des réductions budgétaires de l'US Navy. Le porte-avions USS Ronald Reagan est alors réaffecté au Carrier Strike Group 9. Le nombre de CSG actif passe alors de onze à dix,.
| Carrier Strike Group                                 | Dernier porte-avions assigné | Carrier Air Wing          | DESRON (en) | Port d'attache                                                                          | Notes  |
| ---------------------------------------------------- | ---------------------------- | ------------------------- | ----------- | --------------------------------------------------------------------------------------- | ------ |
| Carrier Strike Group Four                            |                              |                           |             | Devient le Commander Strike Force Training Atlantic entre juillet 2005 et février 2006. |        |
| Carrier Strike Group Six (anciennement CarGru 6)     | USS John F. Kennedy          | CVW-17                    |             | Naval Station Mayport                                                                   |        |
| Carrier Strike Group Seven (anciennement CarGru 7)   | USS Ronald Reagan (CVN-76)   | Carrier Air Wing Fourteen | DESRON-7    | Naval Air Station North Island                                                          | ,      |
| Carrier Strike Group Fourteen (anciennement CCDG 12) | —                            | —                         | —           | Naval Station Mayport                                                                   | [ 30 ] |
| Carrier Strike Group Fifteen (anciennement CCDG 1)   | USS Ronald Reagan (CVN-76)   | —                         | —           | Désactivé le 21 mars 2005                                                               |        |